# Ana Emilia de Anhalt-Köthen-Pless
Ana Emilia de Anhalt-Köthen (20 de mayo de 1770, Pless-1 de febrero de 1830, Fürstenstein) fue una princesa de Anhalt-Köthen y heredera del Ducado de Pless.

## Biografía
Ana Emilia era la única hija sobreviviente del príncipe Federico Erdmann de Anhalt-Pless (1731-1797) de su matrimonio con Luisa de Stolberg-Wernigerode (1744-1784), hija del conde Enrique Ernesto de Stolberg-Wernigerode.
Ana Emilia se casó el 21 de mayo de 1791 en Pless con el conde Juan Enrique VI de Hochberg, barón de Ksiaz (1768-1833). Tras la muerte sin hijos de los hermanos de Ana Emilia, Fernando, Enrique y Luis, el principado de Pless revirtió en su hijo Juan Enrique X de Hochberg.
Ana Emilia fue una amiga íntima de Charlotte Schleiermacher, hermana del filósofo Friedrich Schleiermacher y apoyó financieramente a esta familia.

## Descendientes
De su matrimonio, Ana Emilia tuvo los siguientes hijos:
- Luisa (1804-1851), casada en 1827 con el conde Eduardo von Kleist (1795-1852)
- Juan Enrique X de Hochberg (1806-1855), conde de Hochberg, príncipe de Pless, casado en 1832 con Ida de Stechow (1811-1843)